# Уильямс, Элиуд
Э́лиуд Уи́льямс (Eliud Thaddeus Williams; 21 августа 1948 года) — доминикский политик, президент Доминики с 17 сентября 2012 года по 1 октября 2013 года. Избран большинством голосов на этот пост парламентом страны, сменив на нём Николаса Ливерпуля. Элиуд являлся кандидатом от правящей лейбористской партии, при его избрании представители Объединённой рабочей партии Доминики поставили под сомнение процесс, который привёл к его выдвижению, игнорировали голосование и устроили акцию протеста у парламента.